# Helmut Rohde

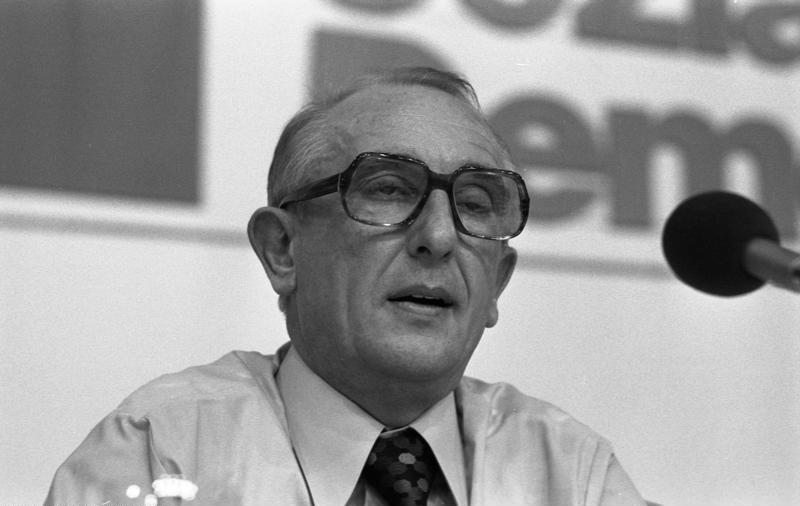
Helmut Rohde (1975)

Helmut Rohde (* 9. November 1925 in Hannover; † 16. April 2016 in Sankt Augustin) war ein deutscher Politiker (SPD). Helmut Rohde war von 1974 bis 1978 Bundesminister für Bildung und Wissenschaft. Herbert Wehner bezeichnete ihn als „Architekt und Pionier des Sozialstaats“.

## Leben
Helmut Rohde, Sohn von August und Marie Rohde, wuchs im Arbeitermilieu von Hannover-Linden auf. Sein Vater war Sozialdemokrat und Gewerkschafter. Als Schweißer und Werftarbeiter im U-Bootbau wurde dieser 1918 Vertrauensmann der Unabhängigen Sozialdemokratischen Partei Deutschlands USPD in Kiel. Nach der nationalsozialistischen Machtübernahme 1933 war sein Vater aufgrund seines Engagements jahrelang arbeitslos.
„Die Erfahrung der langjährigen Arbeitslosigkeit des Vaters war mitbestimmend für Rohdes späteres sozialpolitisches Engagement“, berichtet Munzinger-Archiv, das oft von Angaben des im Porträt behandelten geprägt wird.
Rohde wurde nach dem Besuch der Volksschule aufgrund guter Leistungen der Zugang zur Mittelschule gewährt. 1943 erfolgte die Verpflichtung in den Reichsarbeitsdienst, anschließend als Wehrmachtssoldat die Kriegsteilnahme. 1945 kehrte er aus der Kriegsgefangenschaft zurück und war kurzzeitig für die Continental AG in Hannover tätig, wechselte aber zum Journalismus. Rohde konnte mit Unterstützung der Gewerkschaft Druck und Papier eine Tätigkeit bei Fritz Heine in der Pressestelle des SPD-Parteivorstands in Hannover antreten. 1947 schloss sich eine Ausbildung als Redaktionsvolontär beim Deutschen Pressedienst dpd an. Anschließend konnte er als Hannover-Redakteur bei der Deutschen Presseagentur arbeiten.
Von 1950 bis 1953 studierte der Katholik Rohde Politik- und Wirtschaftswissenschaften an der Hochschule für Arbeit, Politik und Wirtschaft in Wilhelmshaven-Rüstersiel, unter anderem bei Wolfgang Abendroth, Friedrich Lenz, Walter Bogs, Horst Jecht, Dieter Schewe und Rüdiger Altmann.
Von 1953 bis 1957 war er Pressereferent im Ministerium für Soziales des Landes Niedersachsen bei Minister Heinrich Albertz. Insbesondere Staatssekretär Walter Auerbach weckte sein Interesse an der Sozialpolitik.
Rohde war Vorstandsmitglied der Gesellschaft für Sozialen Fortschritt und Mitglied des Kuratoriums der Hilda-Heinemann-Stiftung. Er  hatte einen Lehrauftrag an der Sozialakademie Dortmund inne und war seit 1985 an den Universitäten Hannover und Bochum tätig, ab 1994 Honorarprofessor der Universität Bremen.

## Politik

### Partei
Rohde war seit 1945 Mitglied der SPD. Er war Vorsitzender der hannoverschen Jungsozialisten und stellvertretender Vorsitzender des Ortsvereins Hannover sowie Vorstandsmitglied des SPD-Bezirks Hannover.
Rohde war von 1973 bis 1984 Bundesvorsitzender der SPD-Arbeitsgemeinschaft für Arbeit (AfA) und Mitglied des Sozialpolitischen Ausschusses bei SPD-Parteivorstand, dessen Mitglied er von 1975 bis 1983 war.

### Abgeordneter
Von 1957 bis 1987 war Rohde ununterbrochen Mitglied des Deutschen Bundestages. 1957 und 1961 zog er über die Landesliste der SPD Niedersachsen ins Parlament ein und danach gewann er stets das Direktmandat im Wahlkreis Hannover II. Von 1979 bis 1983 war er stellvertretender Vorsitzender der SPD-Bundestagsfraktion.
Außerdem war Rohde von 1964 bis 1965 Mitglied des Europäischen Parlaments und engagierte sich für die Europäische Sozialunion sowie eine europäische Sozialordnung.

### Öffentliche Ämter
Von 1969 bis 1974 war er im Kabinett  Willy Brandts Parlamentarischer Staatssekretär beim Bundesminister für Arbeit und Sozialordnung von Walter Arendt und maßgeblich an der Gestaltung des Arbeitsförderungsgesetzes beteiligt.
Im ersten Kabinett von Bundeskanzler Helmut Schmidt übernahm er am 16. Mai 1974 das Amt des Bundesministers für Bildung und Wissenschaft. In seine Amtszeit fielen die Entscheidung zum Hochschulrahmengesetz und weitere Maßnahmen wie das Berufsbildungsgesetz, Ausbildungsplatzförderungsgesetz, BAföG und Förderung überbetrieblicher Ausbildungsstätten. Der Numerus clausus wurde auf seine Initiative hin aufgehoben.
Im Zuge einer größeren Regierungsumbildung schied er am 16. Februar 1978 aus dem Bundeskabinett aus und engagierte sich als Parlamentarier für die sozialökonomischen Struktur der Gesellschaft, wie die Beteiligung der Arbeitgeber an den Sozialversicherungsbeiträgen.

## Ehrungen und Auszeichnungen
- Paul-Klinger-Preis der Bundesfachgruppe Bühne-Film-Fernsehen der Deutschen Angestellten-Gewerkschaft (1974)
- Großes Verdienstkreuz (1976) mit Stern und Schulterband des Verdienstordens der Bundesrepublik Deutschland (1978)[6]
- Ernennung zum Honorarprofessor der Universität Bremen (1994)
- Niedersächsische Landesmedaille (1995)[7]